# Erlenbach (Jagst, Bieringen)
Der Erlenbach ist ein Fluss im Norden Baden-Württembergs, der im südlichen Main-Tauber-Kreis entspringt und dann mit Ausnahme eines kurzen Abschnitts im Neckar-Odenwald-Kreis im Hohenlohekreis verläuft. Er fließt über 23 km lang in insgesamt etwa südwestlicher Richtung und mündet zuletzt im Dorf Bieringen der Gemeinde Schöntal von rechts in die untere Jagst.

## Geographie

### Verlauf
Der Erlenbach entsteht etwas nordöstlich von Assamstadt im Main-Tauber-Kreis, durchquert das Dorf und zieht dann in recht geradem Lauf in wenig ausgeprägter Talmulde nach Westsüdwesten. So erreicht er das Gebiet der Stadt Krautheim und dessen Ortsteil Neunstetten, wo das Tal beginnt, sich in Schlingen zu legen. Hinter dem bald folgenden, ebenfalls zu Krautheim gehörenden Oberndorf fließt der Bach inzwischen schon südwestlich und tritt in die Gemarkung der Stadt Ravenstein ein, wo ihn zunächst der Hasselbach nach Durchqueren von Ballenberg aus dem Norden erreicht, ehe der Erlenbach dann den Stadtteil Erlenbach durchquert. Ab hier ist das Tal tief eingeschnitten und die Talmäander schlingen sich enger, seine Großrichtung wird immer südlicher. Dann überschreitet er die Gemeindegrenze zu Schöntal, fließt hier durch Aschhausen, erreicht Bieringen und mündet dort, gegenüber einer alten, halb verlandeten Schlinge des Flusses, von rechts und aus seinem inzwischen fast südlich laufenden Tal in die untere Jagst.

### Einzugsgebiet
Mit einem oberirdischen Einzugsgebiet von 104,7 km², wovon 19,1 km² der Seebach und 21,3 km² der Hasselbach beitragen, gehört der Erlenbach zu den bedeutendsten Zuflüssen der Jagst. Weiter flussabwärts an der Jagst vergleicht sich erst wieder die Kessach in Widdern mit ihm.
Das Einzugsgebiet hat ungefähr die Gestalt eines Dreiecks mit einer Ecke in Bieringen im Südwesten an der Mündung, einer im Nordwesten an der Anschlussstelle Boxberg der A 81 und einer im Osten fast bei Bad Mergentheim-Hachtel.
Seine längste Seite ist die linke Wasserscheide von westlich Hachtel bis zur Mündung gegen die sich dem Erlenbach in deren Mitte bei Krautheim an ihrem eigenen nördlichsten Punkt stark nähernde Jagst, weshalb diese insgesamt südwestlich laufende Seite bogenförmig eingedrückt ist; die beiden Gewässer haben hier nur einen Abstand von etwa 2,5 km. Von der linken Seite hat der meist hart an dieser Wasserscheide fließende Erlenbach deshalb nur wenig Zulauf, nämlich den Seewiesengraben am obersten und den Bach aus dem Sauertal am untersten Lauf. Die Konkurrentin Jagst empfängt jenseits an bedeutenderen Zuflüssen nur den Goldbach, den Laibach und den Horrenbach.
Die rechte Wasserscheide grenzt gegen das Einzugsgebiet der oft weniger als einen Kilometer vor ihr verlaufenden und kaum je linksseitig Zufluss erhaltenden Kessach. Der Erlenbach jedoch empfängt von dieser etwa südsüdwestlich laufenden Grenze her seine bedeutenderen Zuflüsse Klingenbächle, Seebach, Hasselbach – der größte – und Grundbach, die sein Einzugsgebiet sehr rechtslastig machen.
Die etwa westnordwestlich ziehende dritte Seite des Einzugsgebietes gegen den Main-Zufluss Tauber ist damit ein Teil der Großwasserscheide zwischen Neckar und Main. Die bedeutenderen jenseitigen Konkurrenten sind hier der Hachteler Bach, die Stuppach, der Althäuser Bach und der Brunnentalbach, die über den Wachbach, sowie der Ursbach, das Ehrlibächle, das Hüttesbächle und das Hagenmühlwasser, die über die Umpfer nord- bis nordostwärts in die Tauber entwässern.
Durch die Verkarstung des anstehenden Muschelkalks versickern am Oberlauf des Erlenbachs Niederschläge und fließen überwiegend nach Norden in das Einzugsgebiet der Tauber. Dies betrifft insbesondere den Langen Grund, eine 5 km² große oberirdisch abflusslose Fläche in der aufwärtigen Verlängerung des Seewiesengrabens, die zur Ortsquelle in Stuppach entwässert. Gebiete nördlich von Assamstadt, vor allem am Stöckiggraben, entwässern ebenfalls zu Zuflüssen der Tauber.

### Zuflüsse
Liste einer Auswahl der Zuflüsse von der Quelle zur Mündung. Nachweise im Falle bestehender Artikel in diesen. Sonst Gewässerlänge, Einzugsgebiet und Höhe nach den entsprechenden Layern auf der Onlinekarte der LUBW. Andere Quellen für die Angaben sind vermerkt.
- Seewiesengraben, von links am Ostrand von Assamstadt, 1,2 km und ca. 8,2 km².[LUBW 6] Der Erlenbach ist bis zu diesem Zufluss zwar schon 1,8 km lang, hat aber erst ein Einzugsgebiet von ca. 2,9 km²[LUBW 6] angesammelt.
Das Tal des Seewiesengrabens setzt sich bergwärts als oberirdisch abflussloser Langer Grund fort. Niederschläge im 5 km² Langen Grund versinken in Dolinen und treten an der Ortsquelle in Stuppach im Einzugsgebiet der Tauber wieder zutage.[4]
- Strutgraben, von rechts in der Ortsmitte von Assamstadt, 1,4 km und 5,2 km².
- Klingenbächle, von rechts unterhalb von Assamstadt, ca. 4,5 km und 6,6 km².
- Stöckichgraben, von links wenig danach, ca. 0,8 km[LUBW 7] und ca. 0,8 km².[LUBW 6]
- (Bach aus dem Gewann See), von rechts unmittelbar vor Neunstetten, 1,7 km und ca. 2,4 km².[LUBW 6]
- Seebach, von rechts gegenüber der Ölmühle nach Neunstetten, 5,6 km und 19,1 km². Nimmt kurz vor der Mündung von rechts den 4,0 km langen Diensbach auf.
- (Bach aus der Geldklinge), von rechts und Nordwesten unterhalb von Oberndorf gegenüber dem Einzelhaus Stockbrunnenwiesen, 1,8 km und ca. 1,4 km².[LUBW 6]
- (Bach aus der Wolfsgrube), von rechts und Westnordwesten etwa 300 Meter unterhalb des vorigen, ca. 1,2 km[LUBW 8] und ca. 0,8 km².[LUBW 6]
- Hasselbach, von rechts vor Erlenbach, ca. 10,5 km und 21,3 km².
- Grundbach, von rechts zwischen Ravenstein-Erlenbach und Schöntal-Aschhausen, 3,3 km und 4,4 km².
- (Bach durch die Rennklinge), von links wenig danach, 1,7 km und ca. 2,7 km².[LUBW 6]
- Teichbach, von rechts und Nordwesten in Schöntal-Aschhausen, 1,4 km und ca. 0,7 km².[LUBW 6]
- (Bach aus dem Sauertal), von links gegenüber dem Sporn der Ruine von Burg Urhausen, 0,7 km und ca. 0,7 km².[LUBW 6]
- (Bach aus der Zargenklinge), von rechts und Nordwesten, 2,1 km und ca. 3,5 km².[LUBW 6]
- (Bach aus der Ebersklinge), von rechts an der Bieringer Ziegelhütte, 1,2 km und ca. 2,2 km².[LUBW 6]

### Ortschaften am Lauf
Von der Quelle zur Mündung. Nur die Orte tiefster Schachtelungstiefe sind Anrainer.
- Main-Tauber-Kreis
  - Gemeinde Assamstadt
    - Assamstadt (Dorf)
- Hohenlohekreis
  - Stadt Krautheim
    - Neunstetten (Dorf)
    - Untere Mühle (Einzelhaus, links)
    - Ölmühle (Einzelhaus, links)
    - Oberndorf (Dorf, fast nur rechts)
    - Stockbrunnenwiesen (Einzelhaus, links)
- Neckar-Odenwald-Kreis
  - Stadt Ravenstein
    - Erlenbach (Dorf)
- Hohenlohekreis
  - Gemeinde Schöntal
    - Aschhausen (Dorf)
    - Bieringen (Dorf)

## Geschichte

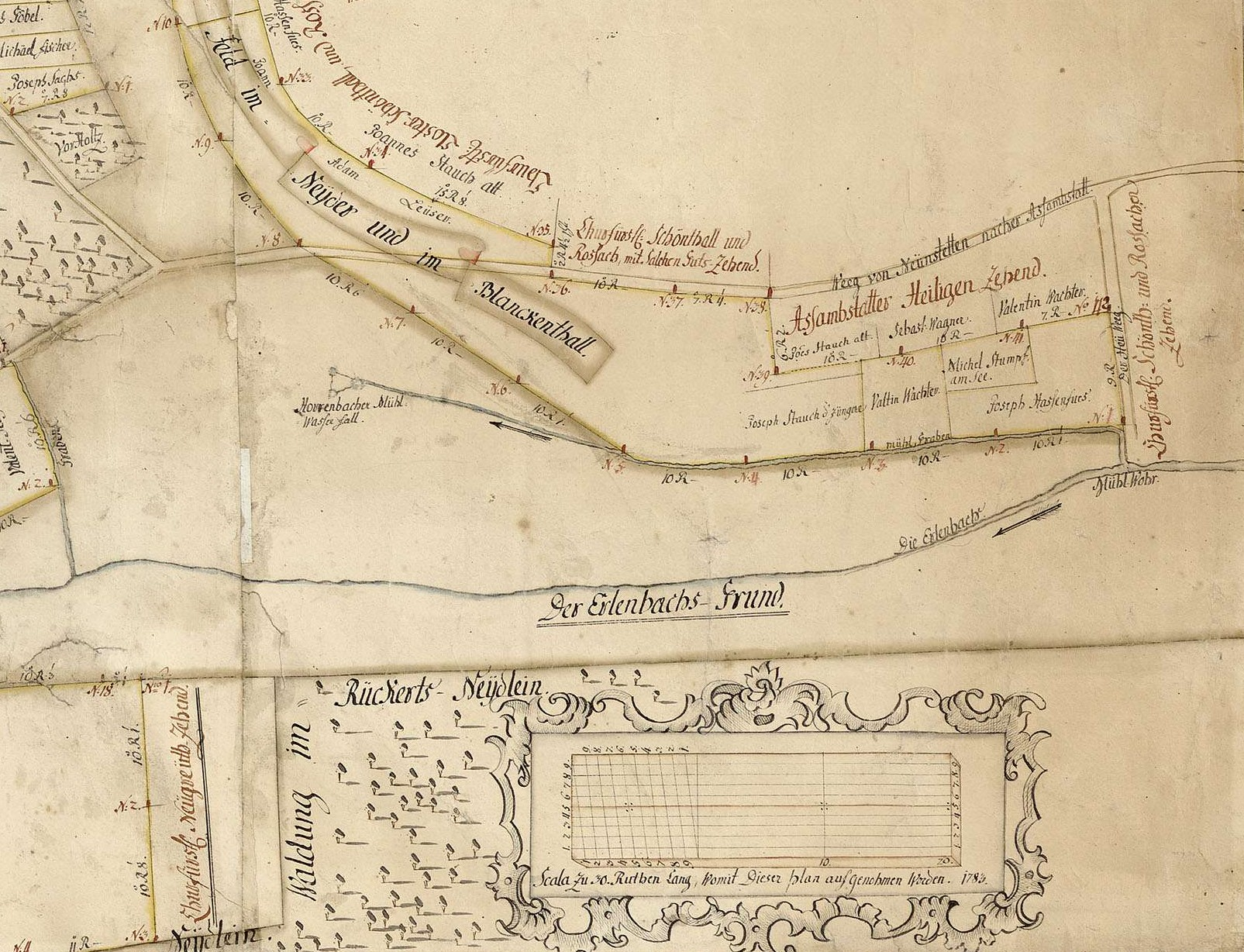
Erlenbach zwischen Assamstadt und Neunstetten mit einem Mühlwehr, an dem ein Graben nach rechts abzweigt, ungefähr parallel zum Bach läuft und an der als Horrenbacher Mühl Wasserfall bezeichneten Versinkungsstelle endet. Ausschnitt aus einem Zehntdistriktplan von 1783

Bis in die 2. Hälfte des 20. Jahrhunderts gab es zwischen Assamstadt und Neunstetten etwas oberhalb der Mündung des Klingenbächles eine Stelle, an der Wasser im Karst versank, an einer Quelle knapp einen Kilometer weiter südlich bei Horrenbach wieder zutage trat, die dortige Dorfmühle antrieb und dann zum Horrenbach floss. Ein Zehntdistriktplan von 1783 zeigt ein Mühlwehr am Erlenbach, an dem ein Graben nach rechts abzweigt und dann ungefähr parallel zum Bach zu der als Horrenbacher Mühl Wasserfall bezeichneten Versinkungsstelle führt. Einer Beschreibung von 1836 zufolge versank das Wasser in Ritzen und Löchern in einer sumpfigen Wiese. Nach Angaben eines Horrenbacher Müllers reagierte die dortige Quelle sehr rasch, wenn die Wasserzufuhr zur Versinkung unterbrochen wurde oder das Wasser im Erlenbach trüb war. Die Verbindung vom Erlenbach nach Horrenbach ist auch in älteren Topographischen Karten dargestellt; sie wurde im Zuge der Flurbereinigung beseitigt.
In Neunstetten gab es drei Mühlen: Die Obermühle im Ort, die unterhalb des Orts gelegenen Untere Mühle und die noch weiter bachabwärts gelegenen Ölmühle. Die Ölmühle wurde 1764 von den Herren von Berlichingen, die in Neunstetten die Ortsherrschaft innehatten, errichtet. Sie sollte aus dem in der Umgebung angebauten Mohn Mohnöl erzeugen. Häufige Pächterwechsel deuten darauf hin, dass die Mühle nur wenig rentabel war. 1930 war sie baufällig und wurde noch im Nebenerwerb betrieben, 1950 folgte die Stilllegung.
Die Oberndorfer Mühle lag talwärts des Ortes am Wohnplatz Stockbrunnenwiesen. Der Müller beschwerte sich 16 Jahre nach der Inbetriebnahme der Neunbronner Ölmühle über dortige Bauten, wegen denen sein Mühlrad stillstehen würde. Die Mühle wurde nach 1959 und vor 1973 stillgelegt. Der Wohnplatz Stockbrunnenwiesen gehörte zur Gemarkung von Mutzenbronn, einem im 15. Jahrhundert wüst gefallenen Ort. Die Mutzenbronner Gemarkung wurde 1868/69 zwischen Oberndorf und Ballenberg aufgeteilt.
In Erlenbach lag eine Mühle am nördlichen Ortsrand.
Die Mühle von Aschhausen ist für 1315 bezeugt. Das Mühlgebäude ist ein Giebelhaus mit Steinsockel und Fachwerkoberbau mit dem Wappen der Herren von Aschhausen und der Jahreszahl 1573 über dem Eingang. 1671 kam die Mühle mit dem Dorf zum Kloster Schöntal. 1911 wurde sie in ein Elektrizitätswerk umgebaut und ab 1976 als Keramikhandlung genutzt.

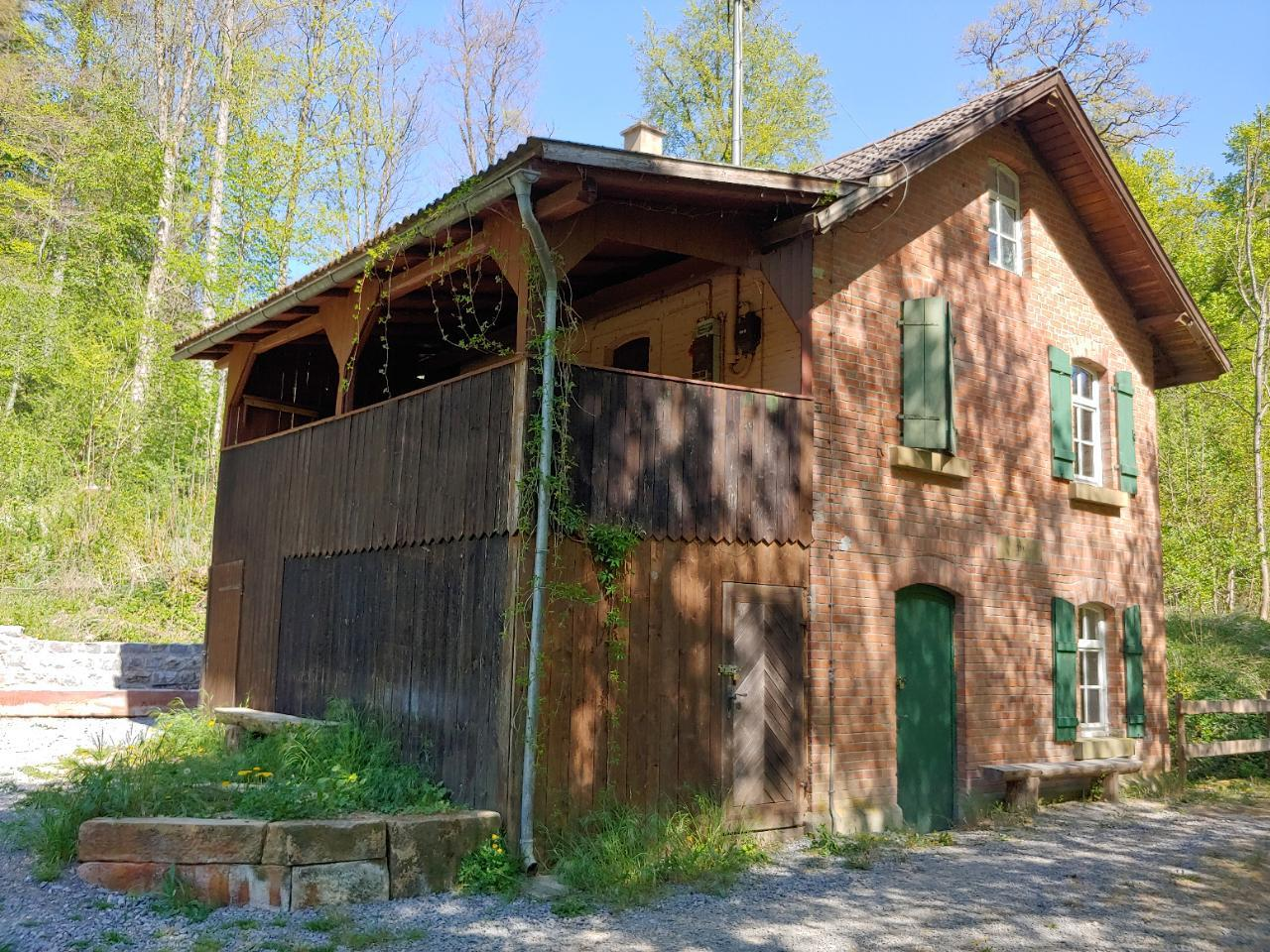
Pumpwerk der Wasserversorgung von Schöntal-Aschhausen

Unterhalb von Aschhausen liegt das 1894 in Betrieb genommene, unter Denkmalschutz stehende Pumpwerk der Aschhäuser Wasserversorgung, das Wasser von einer Quelle im Talgrund zum Hochbehälter förderte. Zur Krafterzeugung diente ein oberschlächtiges Wasserrad, das mit Wasser aus dem Erlenbach beaufschlagt wurde. Anfänglich wurde auch Strom erzeugt, ehe die Aschhäuser Mühle zur Elektrizitätserzeugung genutzt wurde. Das Pumpwerk war bis 1991 in Betrieb und wurde zwischen 2017 und 2019 von einem Verein betriebsfähig restauriert.
In Bieringen lag eine der beiden Mühlen am Erlenbach, die andere an der Jagst.

## Schutzgebiete
Unter Naturschutz stehen einige Teiche an einem Nebengewässer bei Neustetten und ihre Umgebung,
unter Landschaftsschutz am Mittellauf das Erlenbachtal bei Neunstetten und Oberndorf; ein großer Teil des unteren Tals nach Erlenbach gehört zum Landschaftsschutzgebiet Jagsttal mit Nebentälern und angrenzenden Gebieten in der Gemeinde Schöntal.
Östlich von Assamstadt, um den Seebach und um die Mündung des Hasselbachs, liegen Wasserschutzgebiete. Nordöstlich des Ortes Erlenbach ist ein Teil des dortigen Waldgebietes als Waldschutzgebiet Ziegelwald ausgewiesen.

### LUBW
Amtliche Online-Gewässerkarte mit passendem Ausschnitt und den hier benutzten Layern: Lauf und Einzugsgebiet des Erlenbachs

Allgemeiner Einstieg ohne Voreinstellungen und Layer: Daten- und Kartendienst der Landesanstalt für Umwelt Baden-Württemberg (LUBW) (Hinweise)
1. 1 2  Höhe nach dem Höhenlinienbild auf dem Hintergrundlayer Topographische Karte.
2. ↑  Höhe nach grauer Beschriftung auf dem Hintergrundlayer Topographische Karte.
3. 1 2  Länge nach dem Layer Gewässernetz (AWGN).
4. ↑  Einzugsgebiet nach dem Layer Aggregierte Gebiete 05.
5. ↑  Einzugsgebiet nach dem Layer Basiseinzugsgebiet (AWGN).
6. 1 2 3 4 5 6 7 8 9 10 11  Einzugsgebiet abgemessen auf dem Hintergrundlayer Topographische Karte.
7. ↑  Länge nach dem Layer Gewässernetz (AWGN), ergänzt um ein kleines, auf der Gewässerkarte nicht berücksichtigtes Anfangsstück, das auf dem Hintergrundlayer Topographische Karte abgemessen wurde.
8. ↑  Länge abgemessen auf dem Hintergrundlayer Topographische Karte.
9. ↑  Schutzgebiete nach den einschlägigen Layern, Natur teilweise nach dem Layer Biotop.

### Andere Belege
1. ↑  Wolf-Dieter Sick: Geographische Landesaufnahme: Die naturräumlichen Einheiten auf Blatt 162 Rothenburg o. d. Tauber. Bundesanstalt für Landeskunde, Bad Godesberg 1962. → Online-Karte (PDF; 4,7 MB)
2. ↑  Nach Hintergrundkarte gibt es weiter bergwärts noch ein etwa 300 Meter langes Stück unbeständigen Laufes vom Südrand der K 2877 Schwabhausen–Stuppach her.
3. ↑  Abfluss-BW: Modellierte Abflusswerte an der Mündung
4. 1 2  Thomas Schöber, Theo Simon: Hydrogeologie und Verkarstung im Taubergrund und in Osthohenlohe. Exkursion L am 2. April 2005. In: Jahresberichte und Mitteilungen des Oberrheinischen geologischen Vereins. N.F. 87(2005), S. 303–317, hier S. 305–308.
5. ↑  Christian Friedrich Bauer: Mergentheim und seine Umgebung in topographischer und geognostischer Hinsicht. In: Württembergische Jahrbücher für vaterländische Geschichte, Geographie, Statistik und Topographie. 1836, Heft 2, S. 116–154, hier S. 137–139 (Digitalisat).
6. ↑  Beispielsweise Meßtischblatt 6523 Boxberg von 1886 in der Deutschen Fotothek.
7. ↑  Hermann Hügel: Chronik der Gemeinde Assamstadt. Gemeindeverwaltung Assamstadt (Hrsg.), Assamstadt 1992. S. 39.
8. ↑  Neunstetten bei LEO-BW (Abgerufen am 16. April 2024).
9. ↑  Jürgen Hermann Rauser: Krautheimer Heimatbuch. Aus der Ortsgeschichte von Krautheim, Altkrautheim, Gommersdorf, Horrenbach, Klepsau, Neunstetten, Oberginsbach, Oberndorf, Unterginsbach. (=Heimatbücherei Hohenlohekreis, 16) Stadtverwaltung Krautheim, Krautheim 1984, S. 274.
10. ↑  Rauser, Krautheimer Heimatbuch, S. 355 f, 360.
11. ↑  Gemarkungskarte Erlenbach Stand 1884, beim Landesarchiv Baden-Württemberg
12. ↑  Aschhausen bei LEO-BW (Abgerufen am 16. April 2024).
13. ↑  Jürgen Hermann Rauser: Schöntaler Heimatbuch. (=Heimatbücherei Hohenlohekreis, 9) Gemeine Schöntal, Schöntal 1982, S. 41 f.
14. ↑  Horst Geiger: Und sie pumpt wieder – nach 125 Jahren! Die historische Wasserversorgung von Aschhausen. In: Denkmalpflege in Baden-Württemberg. Ausgabe 1/2020, S. 40–43 (online, PDF, 1,2 MB).
15. ↑  Bieringen bei LEO-BW (Abgerufen am 16. April 2024).